# 朴定根
朴 定根（パク・チョングン、朝鮮語: 박정근、1899年 - 1980年1月26日）は、大韓民国の政治家、公務員、実業家。第2・3代韓国国会議員、第9代全羅北道知事。
在フランス韓国人歴史学者の朴炳善は娘。

## 経歴
東京帝国大学（現・東京大学）農学部卒。1950年の第2代総選挙では全羅北道全州市の選挙区から国会議員に初当選し、1952年の釜山政治波動の時は逮捕された11名の議員の1人である。そのほか、1959年5月13日から1960年5月11日までに第9代全羅北道知事を務め、金剛電球社長、全州府邑長、国会農林分科委員長、自由党全州市党委員長などを歴任した。
1980年1月26日にソウル市龍山区の公務員アパートにある自宅で死去。享年82。